# Angel (Islington)
Angel è un quartiere di Londra e parte del London Borough of Islington. L'area nel London Plan viene identificata come uno dei più grandi centri nella Greater London.

## Storia
Angel originariamente era una taverna vicino a un pedaggio della Great North Road (che oggi sarebbe l'incrocio fra Islington High Street e Pentonville Road).
È probabile che Thomas Paine possa aver visitato la taverna dopo il suo ritorno in Francia nel 1790 e ora si crede che lì scrisse alcune parti della sua opera I diritti dell'uomo (Rights of Man) mentre alloggiava nel vicino Red Lion, oggi Old Red Lion, in St. John Street.
L'edificio venne ricostruito nel 1819 e divenne un coaching inn. Esso diventò un punto di riferimento e venne perfino menzionato da Charles Dickens nella sua opera Oliver Twist.
Nel 1899 un nuovo edificio di mattoni con una cupola sostituì il vecchio coaching inn. Dal 1921 al 1959 l'edificio venne usato come una Lyons Corner House mentre oggi è una banca con l'ORC International, un'agenzia di ricerche di mercato, che occupa i piani superiori.

## Etimologia
Il nome di Angel è probabilmente dovuto alla vecchia taverna situata in loco.